# Corpus Inscriptionum Etruscarum

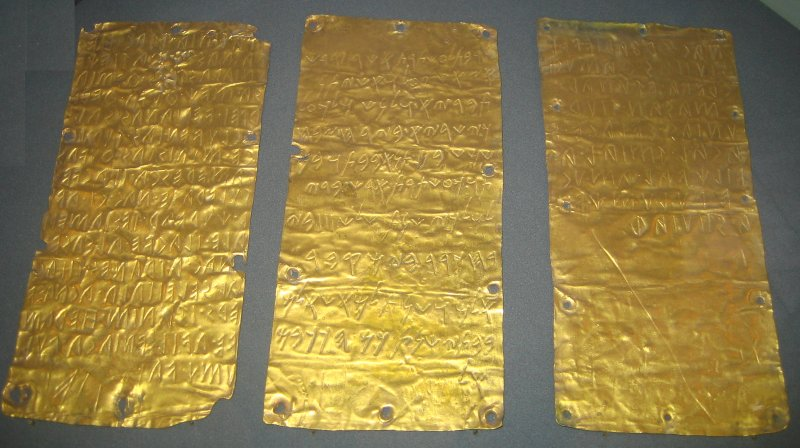
"Tablas Pyrgi". Hojas laminadas con oro, tratado en lenguas Etrusca y Fenicia. Del museo en Roma (Museo di Villa Giulia).

El Corpus Inscriptionum Etruscarum (Cuerpo de inscripciones etruscas, CIE) es una colección que recoge la mayoría de inscripciones y textos en lengua etrusca conocidas y publicadas, cuya recopilación fue iniciada por Carl Pauli en 1885 en la obra Corpus inscriptionum Etruscarum Academiis litterarum Borussica et Saxonica legatum, y continuada por varios de sus seguidores. El CIE es un índice de referencia de gran valor para la clasificación de textos etruscos, utilizando un sencillo sistema de ordenación. La última versión publicada lo ha sido en 2004, escrita por Hadrianus Maggiani.

## Antecedentes
El idioma etrusco no es una de las grandes familias lingüísticas, y durante largo tiempo no fue posible su traducción. En lugar de la traducción se utilizaron los métodos comparativos, como el método histórico-filológico, comparando las inscripciones de las tumbas, urnas y demás con las fórmulas de las lenguas vecinas, para identificarlas por comparación. Esta fue la base de la colección clasificada de inscripciones.

## Historia
La CIE se creó en 1893 con la participación de la Academia Prusiana de Ciencias de Berlín. Varios investigadores trabajaron las primeras publicaciones de la CIE, como el sueco Olof August Danielsson (1869-1933) de la Universidad de Upsala, así como el investigador alemán Gustav Herbig (1868-1925), catedrático de Lingüística en Rostock. Tras el fallecimiento en 1933 de Danielsson, la colección pasó a la biblioteca de la Universidad de Upsala.
Después de la Segunda Guerra Mundial, el proyecto pasó a la organización sucesora de la Academia Prusiana de Ciencias, la Academia de Ciencias de la RDA, que lo asignó al Instituto Central de Historia Antigua y Arqueología, y en 1955 al recién creado Instituto de la Antigüedad greco-romana.
Desde el relanzamiento de los trabajos de Pauli, Danielsson y Herbig en 1964 y 1970, se han publicado nuevas versiones del CIE, en particular por investigadores italianos.

## Publicaciones
- Corpus inscriptionum Etruscarum : Academiae Litterarum Regiae Borussicae et Societatis Litterarum Regiae Saxonicae munificentia adiutus in societatem operis adsumpto Olavo Augusto Danielsson ed. Carolus Pauli, Lipsiae : Barth, 1893 (1902).
- Corpus inscriptionum Etruscarum - Vol. 1 (Tit. 1-4917), Roma : "L'Erma" di Bretschneider, Lipsia, 1893 (1902, 1964).
- Corpus inscriptionum Etruscarum - Vol. 2, Sec. 1, Fasc. 1 (Tit. 4918-5210), Olof August Danielsson & Gustav Herbig, 1907 (1936, 1964, 1970).
- Corpus inscriptionum Etruscarum - 2, 1, 2 (Tit. 5211-5326), Gustav Herbig, 1923 (1964, 1970).
- Corpus inscriptionum Etruscarum - 2, 1, 3 (Tit. 5327-5606), Ernst Sittig, 1936.
- Corpus inscriptionum Etruscarum - 2, 1, 4 (Tit. 5607-6324), Mauro Cristofani, 1970 (2003).
- Corpus inscriptionum Etruscarum - 2, 1, 5 (Tit. 6325-6723), Johannes Colonna, 2006.
- Corpus inscriptionum Etruscarum - 2, 2, 1 (Tit. 8001-8600), Gustav Herbig, 1912 (1936, 1964, 1970).
- Corpus inscriptionum Etruscarum - 2, 2, 2 (Tit. 8601-8880), Mauro Cristofani, 1996.
- Corpus inscriptionum Etruscarum - 2, 2, 1 (Tit. 8881-8927), Johannes Colonna, 2006.
- Corpus inscriptionum Etruscarum - 3, 1 (Tit. 10001-10520), Maristella Pandolfini Angeletti, 1982.
- Corpus inscriptionum Etruscarum - 3, 2 (Tit. 10521-10950), Juliana Magini Carella Prada, 1987.
- Corpus inscriptionum Etruscarum - 3, 3 (Tit. 10951-11538), Maristella Pandolfini Angeletti, 1994.
- Corpus inscriptionum Etruscarum - 3, 4 (Tit. 11539-12113), Hadrianus Maggiani, 2004.